# Jerusalem (musikgrupp)
Denna artikel handlar om den kristna hårdrocksgruppen Jerusalem. För andra betydelser av ordet Jerusalem, se Jerusalem (olika betydelser).
Jerusalem är ett kristet hårdrocksband som bildades 1975 och de var då pionjärer inom kristen hårdrock i Sverige. Ulf Christiansson har under åren varit den ledande medlemmen i bandet. Han skriver huvuddelen av låtarna samt sjunger och spelar gitarr. I övrigt har bandet bestått av klaviatur, bas och trummor men här har medlemmar bytts ut genom åren.

## Historien
1977 nådde bandet sin första större framgång, då man spelade i Sveriges radios program "Till glädje".
Bandet släppte sin första skiva 1978 och den väckte en hel del uppmärksamhet då det vid den tiden inte fanns så mycket av kristen rockmusik. Dock sålde den bra och innehöll flera av bandets populärare låtar, till exempel "Noa" och "Pappa, vem har gjort". Den andra skivan Volym 2 från 1980 hade ett ännu rockigare sound, lite längre låtar och den innehöll den populära balladen "Jag vill ge dig en blomma". Året efter, 1981, kom det som torde vara den populäraste skivan hos fansen, nämligen Krigsman. Här förekommer flera låtar som ofta spelas på bandets konserter: "Ständig förändring", titellåten, "It's mad", "Moderne man" och "Sodom". Skivan därefter, Vi kan inte stoppas, från 1983 var ett tydligt steg mot ett mera kommersiellt sound. Låtarna var kortare, gitarrvolymen lägre och Christianssons tidigare så kraftfulla sångstil var nedtonad. Dessutom var det kristna uttrycket i texterna inte så uttalat som på tidigare produktioner. Skivan anses också som en besvikelse av de mera trogna fansen.
Under denna period, som var bandets mest aktiva, släpptes skivorna i både en svenskspråkig och engelskspråkig version. Bandet nådde uppmärksamhet utomlands och turnerade i både USA och Europa. 1985 släpptes en live-skiva betitlad In His Majesty's Service - Live in USA. Skivan innehöll låtar från Warrior (Krigsman) och Can't stop us now (Vi kan inte stoppas). Några helt nya sånger, exempelvis titellåten, ingick också. 
Bandet tog i mitten av 1980-talet en paus och gick på bibelskola i den då omdiskuterade församlingen Livets Ord. 1987 var de tillbaka med Dancing on the head of the serpent. Skivan hade med sitt inledande syntriff ett sound som kunde jämföras med grupper som exempelvis svenska Europe. Skivomslaget väckte stor uppmärksamhet. Det föreställde en jeans och boots klädd person som stampar i huvudet på en halv människa/halv djävulsfigur med ormkropp i vad som framstår som någon form av offentlig miljö. Många kristna skivaffärer ville därför inte skylta med skivan. 
Efter ytterligare en lite längre paus mellan skivsläppen kom 1994 Prophet med ett sound som ofta jämfördes med U2. Skivan blev uppskattad av gruppens fans med låtar som "City on fire" och "Risen" men gruppen blev besviken på att skivan inte nådde större framgångar utanför den kristna publiken. 
Gruppen hade vid denna tid under ett antal år, förutom Christiansson själv, bestått av Carlsohn, Ulfsgärd och Paulsen (se nedan). 1996 återbildade Christiansson den upplaga av gruppen som spelade på Volym 2 (Christiansson, Tibell, Anderhell och Mossberg). Denna sättning gav ut två skivor, Volym 3 (1996) och Volüm 4 (1997), med sånger som var skrivna på 1970- och 1980-talet men tidigare förblivit oinspelade. Dessutom släppte denna sättning 1997 en live-skiva, På Ren Svenska, där huvuddelen av materialet var från de tre första skivorna. Några av låtarna från Volym 3 och en låt från Volüm 4 finns också med.
Under de senaste åren har gruppen gjort den del mindre turnéer och ströspelningar där medlemmar har plockats samman ur de olika sättningarna. 2006 firade gruppen sitt 30-årsjubileum med tre konserter där de olika sättningarna avlöste varandra. Dessutom gavs det ut två samlingsplattor, Tretti och Greatest hits samt en DVD.
Hösten 2010 släppte bandet She. Denna gång deltog för första gången i bandets historia endast tre medlemmar: Christiansson, Carlsohn och Ulfsgärd. Soundet var därför helt gitarrbaserat med endast marginella klaviaturinslag. CD:n var den första sedan 1994 med helt nyskrivet material och den blev under en period den bäst säljande i kategorin hårdrock på Ginza, ett av de större postorderföretagen för musik i Sverige. 
I slutet av 2011 meddelar Ulf Christiansson på bandets hemsida att konstellationen med honom själv, Carlsohn och Ulfsgärd inte ska fortsätta tillsammans. Gruppen kommer dock att fortsätta göra spelningar med andra musiker, bland andra Mossberg.
Under våren 2014 genomfördes Father 2 Son Tour, den första mer ambitiösa turnésatsningen på ett tag. Sättningen bestod då av bland andra Christianssons son Philip (gitarr och sång), Mick Nordström (trummor) CJ Grimmark (keyboards och gitarr) samt Mossberg som återkom som basist.

## Bandmedlemmar
| 1975–1978  | - Ulf Christiansson - sång, gitarr - Bertil Sörensson - elbas/sång - Evert Hedin - piano, sång (1975-1976) - Dan Tibell - hammondorgel - Claes Hilliges - hammondorgel (197?) Inhyrd vikarie för Tibell då denne gjorde lumpen. - Ingemar Jonason - trummor - Danne Gansmoe - trummor (1978) |
| 1979–1980  | - Ulf Christiansson - sång/gitarr - Anders Mossberg - elbas - Dan Tibell - hammondorgel, Rhodes elpiano, clavinet, minimoog - Klas Anderhell - trummor |
| 1980–1982  | - Ulf Christiansson - sång/gitarr - Peter Carlsohn - elbas - Dan Tibell - hammondorgel, Rhodes elpiano, minimoog, Prophet 5 - Klas Anderhell - trummor |
| 1982–1984  | - Ulf Christiansson - sång, gitarr - Peter Carlsohn - elbas - Dan Tibell - hammondorgel, Rhodes elpiano, Prophet 5, Roland Juno-60, korgorgel, Yamaha DX7 - Michael Ulvsgärd - trummor |
| 1985–1995  | - Ulf Christiansson - sång, gitarr - Peter Carlsohn - elbas - Reidar I. Paulsen - korgorgel, Hammondorgel, minimoog, Oberheim Matrix-12, Yamaha DX7, Yamaha SY77, Roland D-50, vstplugins m.m. - Michael Ulvsgärd - trummor                                                                  |
| 1996–1999  | - Ulf Christiansson - sång, gitarr - Anders Mossberg - elbas - Dan Tibell - hammondorgel, korgorgel, Nord Electro 2, vstplugins, Roland Juno60 m.m. - Klas Anderhell - trummor |
| 1999–nutid | - Ulf Christiansson - sång, gitarr - I övrigt ingen direkt fast sättning. Varierande konstellationer, delvis med tidigare medlemmar. |

2007
- Zet Tonmyr - keyboards på prov några gig.

2000-2008
- Stig Lindell - inhyrd keyboardist vid behov (korgorgel, Nord Electro 2, Korg Triton)

2009
- Jonatan Samuelsson - gitarr
- Peter Dalhoff - keyboards (Hammond XK-1, (Rhodes)
- Svenne Jansson - keyboards (Hammondorgel, MicroKorg, Korg M1, Yamaha Motif ES7, CS-15, CS-10, CS-01)
- Harald Høidahl - keyboards (Hammond XK-1, Yamaha S90 ES, Roland XP-50)

2010
- Harald Høidahl - keyboards.
- Simon W. Høidahl - add. gitarr.

2011
- Calle Grimmark - gitarr/keys

## Diskografi

### Studioalbum
- Jerusalem (Volym 1) – 1978
- Volym 2 – 1980
- Krigsman – 1981
- Vi kan inte stoppas – 1983
- Kom Loss! – 1986 (Tillsammans med Jonnie Slottheden)
- Dancing on the Head of the Serpent – 1987
- Prophet – 1994
- Volym tre – 1996
- Volüm fyra – 1997
- She – 2010
- Stygn - 2023

### Samlingsalbum/Livealbum
- In His Majesty's Service - Live in USA – 1985
- 10 Years After – 1988
- Klassiker 1 – 1993
- Classics 1 – 1993
- Klassiker 2 – 1993
- Classics 2 – 1993
- Classics 3 – 1995
- På Ren Svenska (Live) – 1998
- Tretti – 2006
- Greatest Hits – 2006

### Fotnoter
1. ↑  Agnes Arpi (6 maj 2012). ”Satans revolt?” (på svenska). Expressen. https://www.expressen.se/nyheter/satans-revolt/. Läst 17 oktober 2017.
2. ↑  Urban Thoms (14 juli 2006). ”Pionjärer inom kristen rock” (på svenska). Dagen. http://www.dagen.se/kultur/pionjarer-inom-kristen-rock-1.208377. Läst 17 oktober 2017.